# Стругениці
Стругениці (пол. Strugienice) — село в Польщі, у гміні Здуни Ловицького повіту Лодзинського воєводства.
Населення — 331 особа (2011).
У 1975-1998 роках село належало до Скерневицького воєводства.

## Демографія
Демографічна структура станом на 31 березня 2011 року:
|          | Загалом | Допрацездатний вік | Працездатний вік | Постпрацездатний вік |
| -------- | ------- | ------------------ | ---------------- | -------------------- |
| Чоловіки | 162     | 28                 | 101              | 33                   |
| Жінки    | 169     | 27                 | 98               | 44                   |
| Разом    | 331     | 55                 | 199              | 77                   |